# Jason Mercier
Jason Mercier est un joueur professionnel de poker américain. Il est connu pour avoir remporté 5 bracelets des World Series of Poker et un titre à l'European Poker Tour.

## Biographie
En 2008, il remporte l'étape de San Remo de l'EPT, pour 869 000 € de gains.
En 2009, il remporte son premier bracelet des WSOP à un tournoi de pot-limit Omaha à 1 500 $, empochant 237 415 $,. En 2011, il remporte son deuxième bracelet à un autre tournoi de pot-limit Omaha, cette fois-ci à 5 000 $ l'entrée, empochant 619 575 $,. En 2015, il remporte son troisième bracelet à un tournoi de no-limit Hold'em 6-handed à 5 000 $, empochant 633 357 $,. En 2016, il finit 2e du tournoi de Razz à 10 000 $ des WSOP, empochant 168 936 $, et remporte deux bracelets, l'un au tournoi de Deuce to Seven à 10 000 $ et l'autre au tournoi de H.O.R.S.E. à 10 000 $, empochant respectivement 273 335 $ et 422 874 $,.
Fin 2016, il accumule plus de 17 000 000 $ de gains en tournois.